# Фабріс Ландро
Фабрі́с Ландро́ (фр. Fabrice Landreau; 1 серпня 1968, Ангулем) — французький регбіст і тренер.

## Спортивна кар'єра
За час своєї кар'єри грав за декілька команд. Спочатку грав за команду Ангулем. Після цього перенісся до Гренобль, тренером якої був Жак Фуру. По отриманні багатьох травм, Фабріціо почав грати для Ніт, а роком пізніше - за Бристоль.
З 1999 по 2003 роки був гравцем Стад Франсе. З цією ж командою виграв два чемпіонати Франції з регбі. Ландре спробував своїх сил також і у національній збірній Франції, хоча свій єдиний гол здобув під час матчу проти Австралії, який відбувся 4 листопада 2000 року.
Після закінчення своєї кар'єри гравця, приєднався до групи тренерів, створених Фаб'єном Гальтьє.

## Досягнення
Чемпіонат Франції з регбі
- Чемпіон: 2009 (команда Стад Франсе) — головний тренер
- Фіналіст: 2000, 2003 (гравець)